# 河西啓介
河西 啓介（かわにし けいすけ、1967年6月13日 - ）は、東京都出身の雑誌編集者（エディトリアル・ディレクター）、ミュージシャン。オートバイ雑誌『MOTO NAVI』ほか3誌の編集長を務めた。近年は雑誌以外のメディアでも活動しており、「モーターライフスタイリスト」を自称するとともに、バンド、ROAD to BUDOKAN（ロード・トゥ・ブドーカン）のボーカルも務める。

## 経歴
早稲田大学卒業後、広告代理店や編集プロダクション勤務を経て、二玄社に入社。自動車雑誌「NAVI」に編集者として携わる一方、2001年にオートバイ雑誌「MOTO NAVI」を創刊。編集長となる。以降、MOTO NAVIをメインに2003年以降は自転車雑誌「BICYCLE NAVI」の編集長を兼任する。
2010年、二玄社の業績不振の影響を受け、MOTO NAVI、BICYCLE NAVIの休刊が内定したことを機に退社。自ら新会社（ボイス・パブリケーション）を立ち上げ、MOTO NAVIおよびBICYCLE NAVIの商標を買い取り、両誌の発行を継続する。2012年には、2010年に休刊した「NAVI」の名を冠した自動車雑誌、「NAVI CARS」を創刊。同誌編集長を務める。
2015年、芸能プロダクションであるサンミュージックプロダクションと契約。
2018年、ボイス・パブリケーション倒産に伴いMOTO NAVI、NAVI CARSの版元がボイス・パブリケーションからエフテンブックに変更。両誌のゼネラルエディターとして誌面づくりに携わる。
2019年、MOTO NAVIとNAVI CARS、両誌の編集長を辞任。フリー編集者として活動する一方、日本武道館でのライブを目指して結成したバンド、「ROAD to BUDOKAN（ロード・トゥ・ブドーカン）」を結成。50代から武道館のステージに立つことを目標としており、河西はボーカルを務める。
2020年、ロード・トゥ・ブドーカンが「BLOW ～風は吹いてる」でメジャーデビュー。

## 人物
編集者としての活動の傍ら、自身がボーカルを務めるアマチュアコミックバンド、「ダイナマイトポップス」での活動も20年以上にわたる。また、その話術を活かし、鈴鹿8時間耐久ロードレースやMotoGP 日本グランプリ (ロードレース)では一部ステージの司会を担当することがある。

## 出演

### 雑誌
- 『MOTO NAVI』（ボイス・パブリケーション→エフテンブック）
- 『NAVI CARS』（ボイス・パブリケーション→エフテンブック）
- 『BICYCLE NAVI』（ボイス・パブリケーション。休刊中）

### ラジオ
- 「NAVI ON THE WHEELS」（TOKYO FM）
- 「NAVI CARS CAFE」（FM FUJI）